# Gymnocarpos bracteatus
Gymnocarpos bracteatus är en nejlikväxtart som först beskrevs av Isaac Bayley Balfour, och fick sitt nu gällande namn av L. Petrusson och M. Thulin. Gymnocarpos bracteatus ingår i släktet Gymnocarpos och familjen nejlikväxter. Inga underarter finns listade i Catalogue of Life.